# Анкилоз
Анкилоз (от др.-греч. ἀγκύλος — согнутый) — неподвижность сустава, наступающая в результате образования костного, хрящевого или фиброзного сращения суставных концов сочленяющихся костей. Причиной анкилоза могут быть острые и хронические инфекции в суставе, а также разрушение суставных концов патологическими процессами при ранениях и травмах. В зависимости от характера развивающейся между суставными поверхностями ткани различают костный, фиброзный и хрящевой анкилоз, а в зависимости от протяжённости процесса в суставе — полный и частичный. Фиброзный анкилоз может сопровождаться болевыми ощущениями, которые усиливаются при функциональной нагрузке.
Также анкилоз может иметь искусственное происхождение, создаваемый во время хирургической операции — артродезе, смысл которой заключается в том, что поражённый тем или иным заболеванием сустав полностью обездвиживается путём сращивания костей, которые расположены рядом.
Лечение производится путём оперативного вмешательства.
Чтобы предупредить развитие анкилоза необходимо более тщательно следить за состоянием больного сустава, ответственно относиться к лечению внутрисуставных травм, артритов и артрозов.